# 獅色庫隆長尾鱈
獅色庫隆長尾鱈，為輻鰭魚綱鱈形目鼠尾鱈科的其中一種，分布於東南大西洋納米比亞至南非外海海域，屬深海底棲性魚類，深度161-850公尺，體長可達50公分，棲息在大陸坡底層水域，生活習性不明。

## 扩展阅读
維基物種上的相關：獅色庫隆長尾鱈